# Tut - Il destino di un faraone
Tut - Il destino di un faraone (Tut) è una miniserie televisiva del 2015.
La miniserie racconta, per la prima volta sulla televisione, la vita del faraone egizio Tutankhamon, dall'ascesa al potere al suo impegno per portare alla gloria l'Antico Egitto.

## Trama
Antico Egitto, 1332 a.C. L'Egitto è la più potente nazione al mondo, ma è colpito da una lotta intestina. Nella città di Tebe, il faraone Akhenaton è stato avvelenato dal suo servitore più fidato, Paraneffer, che viene in seguito giustiziato per tradimento; ad Akhenaton succederà il figlio Tutankhamon, che sale al trono già a nove anni. Il suo sembra un regno pacifico, tanto che il faraone bambino mostra misericordia in varie occasioni, e si fa aiutare dal gran visir Ay a prendere decisioni importanti, ma ben presto, dopo quasi dieci anni di regno, quando Tutankhamon raggiunge i diciotto anni, il popolo lo considera debole e troppo buono. Il giovane è persino costretto a sposare sua sorella Ankhesenamon per mantenere il sangue puro nella sua eredità, nonostante anche Ka, amico di Tut, sia innamorato della principessa. Per convincere il popolo a cambiare opinione su di lui, Tutankhamon dichiara guerra al regno di Mitanni. Durante la prima battaglia, che si svolge nell'Amurru, il Faraone dà prova del suo valore, ma si disperde nella mischia e viene dato per morto dal generale Horemheb, il quale cospira per ottenere il trono, così come fa il visir Ay, assetato di potere.
Tutankhamon viene trovato da Suhad, una giovane ragazza per metà mitannica e per metà egizia, che lo salva dalla sua stessa gente e lo cura; lo aveva già incontrato quando, sotto mentite spoglie, egli cercava di comprendere fra gente comune come fosse amministrato il suo regno. Aiutato dalla ragazza, il Faraone libera Lagus, un soldato fatto prigioniero dai nemici e che costui ritiene gli sia fedele, e i tre tornano insieme a Tebe; arrivato a palazzo, Tutankhamon scopre che Ka è in procinto di sposare Ankhesenamon e di prendere il suo posto e lo pugnala a morte come un traditore. Il ritorno di Tutankhamon viene ritenuto dal sommo sacerdote Amun una "rinascita dalla morte", che lo rende più potente e influente tanto da usare il suo nuovo potere per affrontare la nuova epidemia che si diffonde nel suo regno, anche se i suoi nemici continuano a complottare per conquistarlo. Ben presto, l'amicizia tra Tut e Suhad diventa un rapporto d'amore, ma riempie Ankhesenamon di gelosia, che raggiunge il culmine quando entrambe si scoprono incinte; in realtà Ankhesenamon porta in grembo il figlio di Ka (con cui aveva copulato durante l'assenza di Tutankhamon) ma finisce per abortire durante un bagno, mentre Suhad è incinta del vero figlio del Faraone, facendo temere ad Ankhesenamon di perdere la sua posizione di regina. Poco dopo, Tutankhamon invia al re Tushratta di Mitanni un'offerta di pace e offre una sua cugina egizia in sposa al principe mitannico, suo figlio Tis'ata. Purtroppo la giovane viene barbaramente uccisa, e il Faraone guida il suo esercito, seppur indebolito dall'epidemia, in un attacco a sorpresa alla capitale mitannica di Waššukanni: l'attacco è cruento, e nonostante le terribili condizioni degli Egizi, il regno di Mitanni viene distrutto e il suo re ucciso per mano dello stesso Tutankhamon; suo figlio Tis'ata spezza una gamba al giovane Faraone, ma viene ucciso da Lagus.
Amun approfitta però dell'assenza del sovrano per capeggiare una rivolta contro di lui, e ordina ai sacerdoti del suo seguito di ucciderlo, con la scusa di salvare l'Egitto dal culto di Aton. Intanto, con l'inganno di Ankhesenamon e di Ay, Suhad finisce fra gli ammalati che il Faraone aveva ordinato di bruciare; si riprende nonostante abbia i polmoni compromessi dal fumo e tenta di denunciare il complotto a Tutankhamon, ma viene scoperta da Nakht, l'ambizioso figlio del Gran Visir, e la regina la strangola nel suo letto. Udendo del tradimento, Tutankhamon torna in fretta e furia a Tebe dove si allea con Horemheb, Ay e Nakht. L'alleanza distrugge i rivoltosi durante il festival di Ra al tempio di Amon, e lo stesso Amun viene ucciso. Ma l'arrivo a casa del giovane faraone è colmo di tristezza, a causa della morte dell'amore della sua vita, ucciso da sua sorella, e per di più l'epidemia che lo ha colpito, unito alla frattura alla gamba, l'ha ormai roso: sul suo capezzale, in punto di morte, Tutankhamon fa ammenda con Ay e Ankhesenamon, che gli assicurano che sarà ricordato in eterno come un sovrano potente. Invero, Ay fa in modo che venga sepolto in una tomba di minore importanza, dove rimarrà nascosto agli occhi del mondo per oltre 2500 anni, fino alla sua scoperta degli anni '20 del XX secolo.

## Personaggi e interpreti

### Personaggi principali
- Tutankhamon, interpretato da Avan Jogia (da adulto) e Kaizer Akhtar (da bambino).
- Gran Visir Ay, interpretato da Ben Kingsley.
- Generale Horemheb, interpretato da Nonso Anozie.
- Ankhesenamon, interpretata da Sibylla Deen.
- Amun, interpretato da Alexander Siddig.
- Suhad, interpretata da Kylie Bunbury.
- Lagus, interpretato da Iddo Goldberg.

### Personaggi secondari
- Ka, interpretato da Peter Gadiot.
- Nahkt, interpretato da Alistair Toovey.
- Akhenaton, interpretato da Silas Carson.
- Tushratta, interpretato da Steve Toussaint.
- Generale Yuya, interpretato da Alexander Lyras.

## Puntate
| nº | Titolo originale    | Prima TV USA   | Prima TV Italia  |
| -- | ------------------- | -------------- | ---------------- |
| 1  | Part One: Power     | 19 luglio 2015 | 5 novembre 2015  |
| 2  | Part Two: Betrayal  | 20 luglio 2015 | 6 novembre 2015  |
| 3  | Part Three: Destiny | 21 luglio 2015 | 13 novembre 2015 |

## Produzione
Le riprese della miniserie si sono svolte in Marocco, nella città di Ouarzazate.

## Promozione
Il primo trailer inglese viene diffuso da Entertainment Weekly il 23 aprile 2015, mentre la versione italiana viene diffusa da Deejay TV il 9 settembre 2015.

## Distribuzione
La serie è stata trasmessa negli Stati Uniti d'America sul canale Spike TV in tre serate, dal 19 al 21 luglio 2015, mentre in Italia è andata in onda sul canale Deejay TV il 5, 6 e 13 novembre 2015.

## Riconoscimenti
- 2016 - Screen Actors Guild Awards[6]
  - Candidatura per il miglior attore in un film televisivo o mini-serie a Ben Kingsley
- 2016 - Motion Picture Sound Editors[7]
  - Candidatura per il miglior montaggio sonoro in un film televisivo o mini-serie